# Нефзи, Адель
Адель Нефзи (араб. عادل النفزي‎; род. 16 марта 1974, Беджа) — тунисский футболист, вратарь.

## Клубная карьера
Воспитанник футбольной школы клуба «Олимпик» (Беджа).
Во взрослом футболе дебютировал в 1994 выступлениями за команду «Олимпик» (Беджа), в которой провел одиннадцать сезонов, приняв участие в 58 матчах чемпионата.
В течение 2005—2007 годов защищал цвета команды клуба «Монастир».
В 2007 году перешёл в клуб «Клуб Африкэн», за который отыграл 5 сезонов. Завершил профессиональную карьеру футболиста в 2012 году.

## Выступление за сборную
В 2006 году дебютировал за национальной сборной Туниса. В течение карьеры в национальной команде, провел в форме главной команды страны 3 матча.
В составе сборной был участником чемпионата мира 2006 в Германии, Кубка африканских наций 2008 в Гане, Кубка африканских наций 2010 в Анголе.